# 見沼区
見沼区（みぬまく）は、埼玉県さいたま市を構成する10区のうちの一つ。
旧・大宮市の東部、かつて存在していた見沼の北端で、現在も「見沼田んぼ」として豊かな自然が保存されている。一方で古くから宅地化も進んでおり、さいたま市のベッドタウンとしての一面ももつ。

## 地理
さいたま市の北東部に位置する。区名の由来である見沼は、区の西部・南部および南東部の低地に広がっていた。
現在、南部や南東部には「見沼田んぼ」と呼ばれる田園地帯が広がり、西から南に芝川が、東に加田屋川と見沼代用水東縁が流れ、埼玉県の「見沼田圃の保全・活用・創造の基本方針」により、緑地が保護されている。見沼に囲まれた中央部は台地上に属する。北東部の深作沼周辺はかつて広大な湿地帯であったが、現在は埋め立てられて卸売団地が建設されている。
昭和30年代、大宮市大字大谷に大谷県営住宅（現在の大宮七里住宅）が造成されたのを機に、近隣に東宮下団地などの県営住宅の建設が相次ぎ、人口が増加した。また、1964年の国鉄（現・JR）東大宮駅の開業を機に、北部で土地区画整理事業などによる計画的な市街地形成が進められ、住宅地が拡大した。
七里駅西側や深作周辺の見沼代用水東縁の直下に活断層である綾瀬川断層が存在しており、首都圏直下型地震を引き起こすものの一つとしてハザードマップなどが作成されている。

### 主な河川・湖沼
綾瀬川、芝川、深作川、伝右川、見沼代用水、加田屋川、見沼（消滅）、深作沼（鶴巻沼）、膝子沼（消滅）、丸ヶ崎沼（消滅）

## 概要
- 1889年（明治22年）

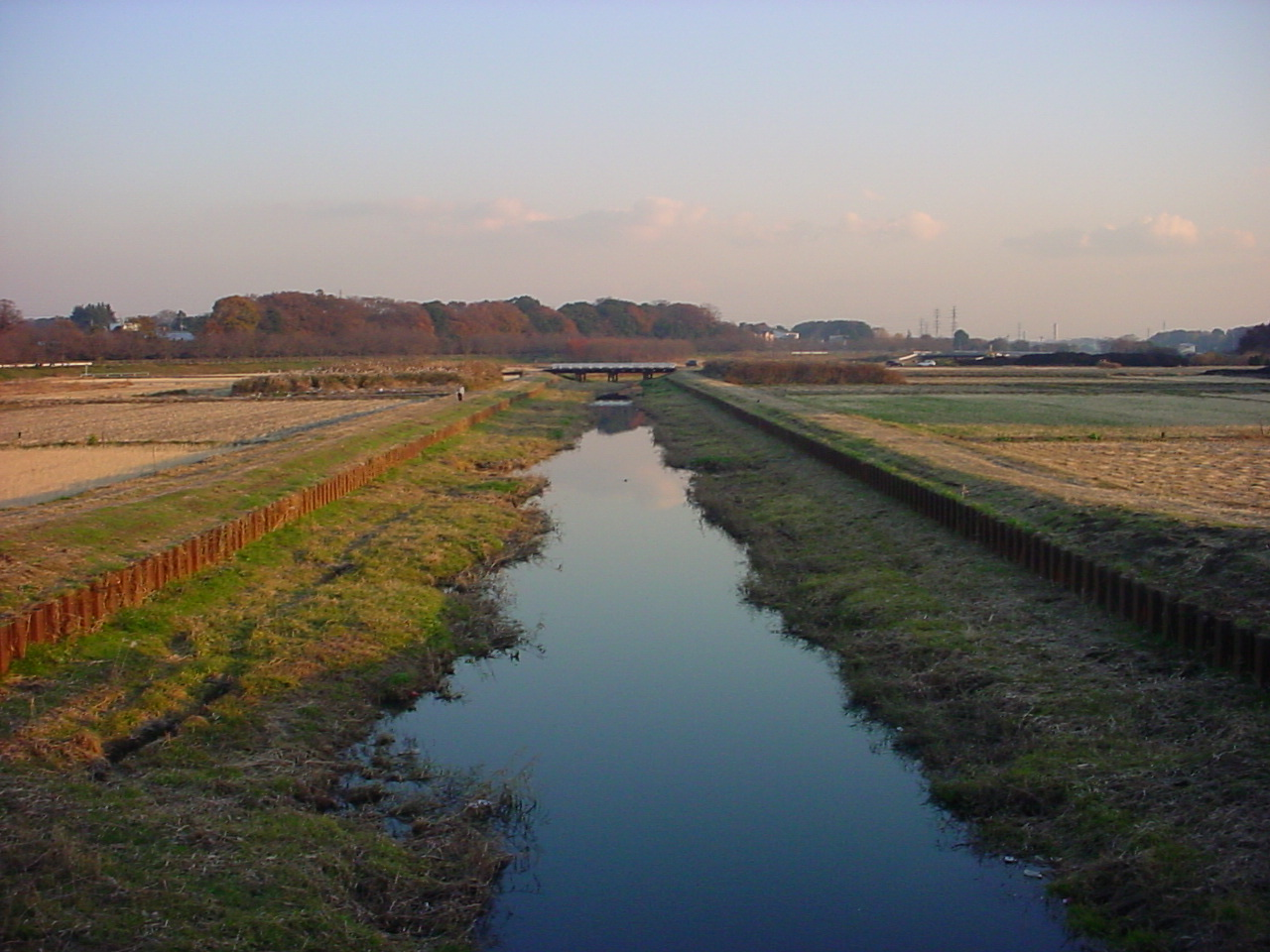
見沼田んぼと加田屋川

  - 4月1日 - 町村制施行。現在の見沼区域では大砂土村・片柳村の2村と、深作村外3ヶ村組合・大谷村外6ヶ村組合の2組合が発足した。
  - 6月1日 - 大谷村外6ヶ村組合が膝子村外6ヶ村組合に改称される。
- 1892年（明治25年）9月21日 - 深作村外3ヶ村組合の4村が合併し、春岡村が発足。
- 1913年（大正2年）4月2日 - 膝子村外6ヶ村組合の7村が合併し、七里村が発足。
- 1929年（昭和4年）11月17日 - 北総鉄道（現・東武野田線）の粕壁駅（現・春日部駅）から大宮仮停留所（現在の大宮駅付近）までが開通し、同時に大和田駅・七里駅が開業。
- 1940年（昭和15年）11月3日 - 大砂土村が大宮町・三橋村・日進村・宮原村と合併し、大宮市が発足。
- 1955年（昭和30年）1月1日 - 片柳村・七里村・春岡村が大宮市へ編入合併される。
- 1964年（昭和39年）3月20日 - 国鉄東北線[注釈 1]に東大宮駅が開業。
- 2001年（平成13年）5月1日 - 浦和市・大宮市・与野市が合併し、さいたま市が発足。
- 2003年（平成15年）4月1日 - さいたま市の政令指定都市移行に伴い、見沼区が発足。
- 2005年（平成17年）2月1日 - 見沼区のみを管轄する大宮東警察署が、大字風渡野に開設される。

## 人口
見沼区成立からの、毎年4月1日の人口。住民基本台帳人口より（台帳法改正前の2012年以前は、台帳人口＋外国人登録人口の数値）。
| \| 2003年（平成15年） \| 150,085人 \| \| \| 2004年（平成16年） \| 151,289人 \| \| \| 2005年（平成17年） \| 151,938人 \| \| \| 2006年（平成18年） \| 153,245人 \| \| \| 2007年（平成19年） \| 154,022人 \| \| \| 2008年（平成20年） \| 155,073人 \| \| \| 2009年（平成21年） \| 155,763人 \| \| \| 2010年（平成22年） \| 157,146人 \| \| \| 2011年（平成23年） \| 158,266人 \| \| \| 2012年（平成24年） \| 159,192人 \| \| \| 2013年（平成25年） \| 159,810人 \| \| \| 2014年（平成26年） \| 160,332人 \| \| \| 2015年（平成27年） \| 160,829人 \| \| \| 2016年（平成28年） \| 161,431人 \| \| \| 2017年（平成29年） \| 161,904人 \| \| \| 2018年（平成30年） \| 162,289人 \| \| \| 2019年（令和1年） \| 162,950人 \| \| \| 2020年（令和2年） \| 163,606人 \| \| \| 2021年（令和3年） \| 164,251人 \| \| \| 2022年（令和4年） \| 164,819人 \| \| \| 2023年（令和5年） \| 164,947人 \| \| \| 2024年（令和6年） \| 165,228人 \| \| |           |  |
| |           |  |
| 2003年（平成15年） | 150,085人 |  |
| 2004年（平成16年） | 151,289人 |  |
| 2005年（平成17年） | 151,938人 |  |
| 2006年（平成18年） | 153,245人 |  |
| 2007年（平成19年） | 154,022人 |  |
| 2008年（平成20年） | 155,073人 |  |
| 2009年（平成21年） | 155,763人 |  |
| 2010年（平成22年） | 157,146人 |  |
| 2011年（平成23年） | 158,266人 |  |
| 2012年（平成24年） | 159,192人 |  |
| 2013年（平成25年） | 159,810人 |  |
| 2014年（平成26年） | 160,332人 |  |
| 2015年（平成27年） | 160,829人 |  |
| 2016年（平成28年） | 161,431人 |  |
| 2017年（平成29年） | 161,904人 |  |
| 2018年（平成30年） | 162,289人 |  |
| 2019年（令和1年） | 162,950人 |  |
| 2020年（令和2年） | 163,606人 |  |
| 2021年（令和3年） | 164,251人 |  |
| 2022年（令和4年） | 164,819人 |  |
| 2023年（令和5年） | 164,947人 |  |
| 2024年（令和6年） | 165,228人 |  |

さいたま市内では南区に次いで人口が多い。

## 町名
見沼区では、一部の地区で住居表示に関する法律に基づく住居表示が実施されている。
| 町字             | 町字の読み           | 設置年月日     | 住居表示実施年月日 | 住居表示実施直前の町字           | 備考 |
| ---------------- | -------------------- | -------------- | ------------------ | -------------------------------- | ---- |
| 大字大谷         | おおや               | 1913年4月2日   | 未実施             |                                  |      |
| 大和田町一丁目   | おおわだちょう       | 1960年7月11日  | 未実施             |                                  |      |
| 大和田町二丁目   | おおわだちょう       | 1960年7月11日  | 未実施             |                                  |      |
| 卸町一丁目       | おろしちょう         | 1983年7月5日   | 未実施             |                                  |      |
| 卸町二丁目       | おろしちょう         | 1983年7月5日   | 未実施             |                                  |      |
| 加田屋一丁目     | かたや               |                | 未実施             |                                  |      |
| 加田屋二丁目     | かたや               |                | 未実施             |                                  |      |
| 大字加田屋新田   | かたやしんでん       | 1889年4月1日   | 未実施             |                                  |      |
| 大字片柳         | かたやなぎ           | 1889年4月1日   | 未実施             |                                  |      |
| 片柳一丁目       | かたやなぎ           | 1987年8月29日  | 未実施             |                                  |      |
| 片柳二丁目       | かたやなぎ           | 1987年8月29日  | 未実施             |                                  |      |
| 片柳東           | かたやなぎひがし     | 1987年8月29日  | 未実施             |                                  |      |
| 大字上山口新田   | かみやまぐちしんでん | 1889年4月1日   | 未実施             |                                  |      |
| 大字小深作       | こふかさく           | 1892年9月21日  | 未実施             |                                  |      |
| 大字笹丸         | ささまる             | 1889年4月1日   | 未実施             |                                  |      |
| 大字島           | しま                 | 1889年4月1日   | 未実施             |                                  |      |
| 島町             | しまちょう           | 1961年4月10日  | 未実施             |                                  |      |
| 島町一丁目       | しまちょう           | 2008年7月19日  | 未実施             |                                  |      |
| 島町二丁目       | しまちょう           | 2008年7月19日  | 未実施             |                                  |      |
| 大字新右エ門新田 | しんうえもんしんでん | 1889年4月1日   | 未実施             |                                  |      |
| 大字砂           | すな                 | 1889年4月1日   | 未実施             |                                  |      |
| 砂町二丁目       | すなちょう           | 1961年7月15日  | 未実施             |                                  |      |
| 大字染谷         | そめや               | 1889年4月1日   | 未実施             |                                  |      |
| 染谷一丁目       | そめや               |                | 未実施             |                                  |      |
| 染谷二丁目       | そめや               |                | 未実施             |                                  |      |
| 染谷三丁目       | そめや               |                | 未実施             |                                  |      |
| 大字中川         | なかがわ             | 1889年4月1日   | 未実施             |                                  |      |
| 大字新堤         | にいづつみ           | 1913年4月2日   | 未実施             |                                  |      |
| 大字西山新田     | にしやましんでん     | 1977年12月28日 | 未実施             |                                  |      |
| 大字西山村新田   | にしやまむらしんでん | 1889年4月1日   | 未実施             |                                  |      |
| 大字蓮沼         | はすぬま             | 1913年4月2日   | 未実施             |                                  |      |
| 春岡一丁目       | はるおか             | 2009年1月10日  | 未実施             |                                  |      |
| 春岡二丁目       | はるおか             | 2009年1月10日  | 未実施             |                                  |      |
| 春岡三丁目       | はるおか             | 2009年1月10日  | 未実施             |                                  |      |
| 春野一丁目       | はるの               | 1992年2月10日  | 1992年2月10日      | 大字深作および大字丸ヶ崎の各一部 |      |
| 春野二丁目       | はるの               | 1992年2月10日  | 1992年2月10日      | 大字深作および大字丸ヶ崎の各一部 |      |
| 春野三丁目       | はるの               | 1992年2月10日  | 1992年2月10日      | 大字深作および大字丸ヶ崎の各一部 |      |
| 春野四丁目       | はるの               | 2005年12月17日 | 未実施             |                                  |      |
| 大字東新井       | ひがしあらい         | 1889年4月1日   | 未実施             |                                  |      |
| 東大宮一丁目     | ひがしおおみや       | 1969年8月2日   | 未実施             |                                  |      |
| 東大宮二丁目     | ひがしおおみや       | 1969年8月2日   | 未実施             |                                  |      |
| 東大宮三丁目     | ひがしおおみや       | 1974年         | 未実施             |                                  |      |
| 東大宮四丁目     | ひがしおおみや       | 1969年8月2日   | 未実施             |                                  |      |
| 東大宮五丁目     | ひがしおおみや       | 1969年8月2日   | 未実施             |                                  |      |
| 東大宮六丁目     | ひがしおおみや       | 1972年4月14日  | 未実施             |                                  |      |
| 東大宮七丁目     | ひがしおおみや       | 1996年1月13日  | 未実施             |                                  |      |
| 大字東宮下       | ひがしみやした       | 1913年4月2日   | 未実施             |                                  |      |
| 東宮下一丁目     | ひがしみやした       | 1981年10月21日 | 未実施             |                                  |      |
| 東宮下二丁目     | ひがしみやした       | 1981年10月21日 | 未実施             |                                  |      |
| 東宮下三丁目     | ひがしみやした       | 1981年10月21日 | 未実施             |                                  |      |
| 大字東門前       | ひがしもんぜん       | 1913年4月2日   | 未実施             |                                  |      |
| 大字膝子         | ひざこ               | 1913年4月2日   | 未実施             |                                  |      |
| 大字深作         | ふかさく             | 1892年9月21日  | 未実施             |                                  |      |
| 深作一丁目       | ふかさく             | 1986年8月23日  | 未実施             |                                  |      |
| 深作二丁目       | ふかさく             | 1986年8月23日  | 未実施             |                                  |      |
| 深作三丁目       | ふかさく             | 1986年8月23日  | 未実施             |                                  |      |
| 深作四丁目       | ふかさく             | 1988年1月30日  | 未実施             |                                  |      |
| 深作五丁目       | ふかさく             | 1988年1月30日  | 未実施             |                                  |      |
| 大字風渡野       | ふっとの             | 1913年4月2日   | 未実施             |                                  |      |
| 堀崎町           | ほりさきちょう       | 1961年7月15日  | 未実施             |                                  |      |
| 大字丸ヶ崎       | まるがさき           | 1892年9月21日  | 未実施             |                                  |      |
| 丸ヶ崎町         | まるがさきちょう     | 1972年4月14日  | 未実施             |                                  |      |
| 大字御蔵         | みくら               | 1889年4月1日   | 未実施             |                                  |      |
| 大字南中野       | みなみなかの         | 1889年4月1日   | 未実施             |                                  |      |
| 大字南中丸       | みなみなかまる       | 1889年4月1日   | 未実施             |                                  |      |
| 大字宮ヶ谷塔     | みやがやとう         | 1892年9月21日  | 未実施             |                                  |      |
| 宮ヶ谷塔一丁目   | みやがやとう         | 1985年7月10日  | 未実施             |                                  |      |
| 宮ヶ谷塔二丁目   | みやがやとう         | 1985年7月10日  | 未実施             |                                  |      |
| 宮ヶ谷塔三丁目   | みやがやとう         | 1985年7月10日  | 未実施             |                                  |      |
| 宮ヶ谷塔四丁目   | みやがやとう         | 1985年7月10日  | 未実施             |                                  |      |
| 大字見山         | みやま               | 1977年12月28日 | 未実施             |                                  |      |
| 大字山           | やま                 | 1889年4月1日   | 未実施             |                                  |      |

## 本社を置く企業
- タムロン
- 北辰図書
- アンテナ技研
- 大瀧酒造
- 大川ホールディングス

## 行政
- 見沼区役所

出張所
- 片柳支所
- 七里支所
- 春岡支所
- 東大宮支所

## 警察
全域を大宮東警察署が管轄している。
交番
- 東大宮駅前交番
- 大和田交番
- 片柳交番
- 七里交番
- 春岡交番

## 消防
- さいたま市消防局見沼消防署
  - 東大宮出張所
  - 蓮沼出張所
  - 春野出張所

## 郵便局
集配担当は大宮郵便局である。
- 七里郵便局
- 大宮大谷郵便局
- 大宮風渡野郵便局
- 大宮片柳郵便局
- 大宮南中野郵便局
- 大宮堀崎郵便局
- 大和田駅前郵便局
- 東大宮西口郵便局
- 東大宮駅前郵便局
- アーバンみらい東大宮内郵便局
- 大宮卸町簡易郵便局

## 施設
公民館
- 大砂土東公民館
- 片柳公民館
- 七里公民館
- 春岡公民館

コミュニティセンター
- 東大宮コミュニティセンター
- 七里コミュニティセンター
- 片柳コミュニティセンター

### 市立図書館
- さいたま市立春野図書館
- さいたま市立大宮東図書館
- さいたま市立七里図書館
- さいたま市立片柳図書館

### 病院
- さいたま記念病院
- 大宮共立病院
- 大宮厚生病院
- 大和田病院

### その他施設
- 大宮体育館
- 大宮武道館
- 七里総合公園
- 東大宮親水公園
- 東部環境センター
- 環境広場
- 大宮南部浄化センター
  - みぬま見聞館・自然庭園
- 思い出の里市営霊園
  - 思い出の里会館
- 大宮聖苑

## 教育
大学
- 日本大学法学部・大宮グラウンド
- 芝浦工業大学大宮キャンパス

高等学校
- 埼玉県立大宮商業高等学校
- 埼玉県立大宮東高等学校
- 栄東高等学校

中学校
- さいたま市立大砂土中学校
- さいたま市立片柳中学校
- さいたま市立大宮八幡中学校
- さいたま市立春里中学校
- さいたま市立春野中学校
- さいたま市立七里中学校
- さいたま市立大谷中学校
- 栄東中学校

小学校
- さいたま市立大砂土東小学校
- さいたま市立見沼小学校
- さいたま市立島小学校
- さいたま市立片柳小学校
- さいたま市立海老沼小学校
- さいたま市立春岡小学校
- さいたま市立春野小学校
- さいたま市立七里小学校
- さいたま市立東宮下小学校
- さいたま市立大谷小学校
- さいたま市立蓮沼小学校

## 交通

### 鉄道
東日本旅客鉄道（JR東日本）
 宇都宮線（東北本線）・■上野東京ライン・ 湘南新宿ライン
- - 東大宮駅 -

東武鉄道
 野田線（東武アーバンパークライン）
- - 大和田駅 - 七里駅 -

### バス・乗合タクシー
- 国際興業バス - 区内北部・西部を中心に運行。
- 東武バスウエスト - 区内南部・東部・北西部を中心に運行。
- 朝日自動車 - 区内北西部で運行。
- さいたま市コミュニティバス
  - 見沼区コミュニティバス - 国際興業バスさいたま東営業所に運行委託
    - さぎ山ルート：大谷県営住宅 - 七里学校前 - 大谷中学校 - 大和田駅 - 見沼区役所 - 七里駅西 - 大谷県営住宅 - 片柳コミュニティセンター - 染谷南 - 見沼自然公園締切橋（ - さぎ山記念公園〈構内〉）
    - 沖郷ルート：大谷県営住宅 - 七里学校前 - 大谷中学校 - 大和田駅 - 見沼区役所 - 七里駅西 - 大谷県営住宅 - 片柳コミュニティセンター - 染谷南 - 沖郷会館
- さいたま市乗合タクシー
  - 見沼区大砂土東地区乗合タクシー「みぬま号」 - 見沼交通に運行委託
    - （土呂駅 - 彩の国東大宮メディカルセンター - 市民の森 - ）鷲神社前 - 東大宮五丁目 - 東大宮駅

  - 見沼区片柳西地区乗合タクシー「カワセミ号」 - 見沼交通に運行委託
    - 日大前→大和田駅南→見沼区役所→鷲神社前→（彩の国東大宮メディカルセンター→土呂駅→彩の国東大宮メディカルセンター→）鷲神社前→大和田駅南→大宮体育館→日大前

### 道路
高速道路
- 首都高速埼玉新都心線
  - 上山口新田を通過するが、区内に出入口はない。緑区大字三浦にさいたま見沼出入口が存在する。

一般国道
- 国道16号
  - 東大宮バイパス
  - 岩槻春日部バイパス

県道
- 主要地方道
  - 埼玉県道1号さいたま川口線（第二産業道路）
  - 埼玉県道2号さいたま春日部線
  - 埼玉県道5号さいたま菖蒲線（第二産業道路）
  - 埼玉県道65号さいたま幸手線
- 一般県道
  - 埼玉県道105号さいたま鳩ヶ谷線
  - 埼玉県道144号東大宮停車場線
  - 埼玉県道214号新方須賀さいたま線
  - 埼玉県道322号東門前蓮田線
  - 埼玉県道398号大和田停車場線

## 名所・旧跡
- 大宮公園
- 見沼田んぼ
- 染谷花しょうぶ園
- 膝子遺跡
- 南中丸貝塚
- 大和田陣屋跡
- 旧坂東家住宅見沼くらしっく館
- 中山神社（中氷川神社）
  - 氷川神社は区内に5社ある。
- 萬年寺
- 常泉寺
- 大圓寺

## 出身有名人
- 土田晃之（お笑い芸人）
- 吉野誠（元阪神タイガース、オリックス・バファローズ投手）
- ダイアモンド✡ユカイ（ミュージシャン）